# Air Vallée
Voler en bonne compagnie

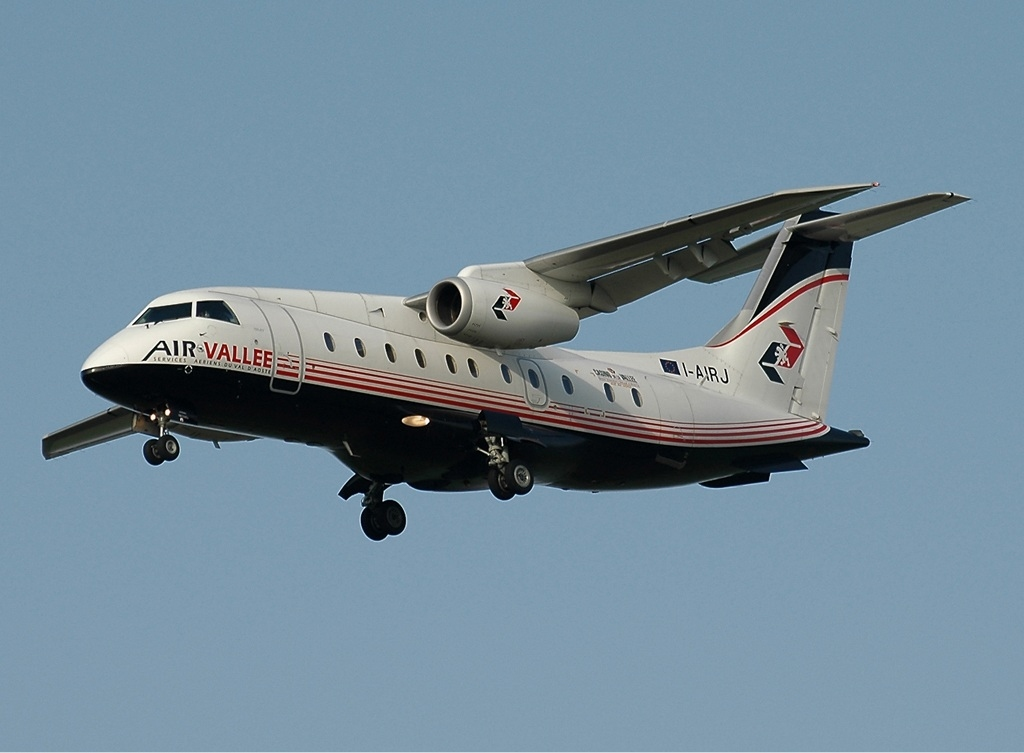
Un des 2 avions Dornier 328JET-300 utilisés par la compagnie italienne Air-Vallée

Air Vallée (code AITA : DO ; code OACI : RVL) est une ancienne compagnie aérienne régionale italienne, fondée à Aoste en 1987, transférée à Rimini en 2010, qui a cessé toute activité en 2018.

## Histoire
La compagnie a été créée en juin 1987 par le groupe équipementier automobile italien ERGOM Automotive S.p.A. dirigé par Francesco Cimminelli, groupe racheté par le groupe FIAT en 2006. En juillet 2008, elle a été cédée au groupe génois Europam. La société Air Vallée contrôlait alors également la société italienne de location d'hélicoptères Helops - Air Vallée Helicopter Operations & Services Srl.
Lors de sa création, la société est basée sur l'aéroport de la Vallée d'Aoste, et financée principalement par l'administration régionale valdôtaine dont l'objectif était de développer progressivement des relations stables avec les autres régions d'Italie. Les premiers vols ont commencé en juin 1988 avec un bimoteur Fairchild Dornier 328JET. 
En 2008, lors de son rachat par le groupe Europam S.p.A., la compagnie disposait de 3 avions : 2 Fairchild Dornier 328JET de 32 sièges et 1 Bombardier Learjet 31 de 8 sièges. Les vols réguliers servent les aéroports des villes de Turin, Gênes, Trieste, Olbia, Cagliari et Pescara.
En 2009, suite à un différend concernant les finances et les opérations à l'aéroport d'Aoste, l'ENAC - Autorité Nationale de l'Aviation Civile italienne retire la licence de vol à Air Vallée en novembre 2009,. Le 15 janvier 2010, après l'examen du plan de restructuration financière présenté par la société, l'ENAC lui a accordé une nouvelle licence provisoire. Le 25 juin 2010, Air Vallée a déplacé son siège à l'aéroport Federico-Fellini (à Rimini) et a repris ses vols et inauguré la ligne Rimini-Naples.
À la fin d'année 2010, Air Vallée dessert à nouveau l'aéroport de la Vallée d'Aoste avec l'ouverture de lignes internationales vers Angers en France et la Roumanie. La liaison avec Angers est abandonnée durant été 2011 à cause d'un nombre trop faible de passagers.
À la fin de l'année 2011, Air Vallée transfère son siège social de Rimini à Parme et, en janvier 2012, ouvre la ligne Parme-Catane.
Suite à plusieurs vols annulés ou retardés, l'ENAC convoque la direction à une réunion, le 18 avril 2012, et impose à la compagnie, qui s'est soudainement retrouvée sans avions disponibles, de définir clairement sa stratégie des opérations de vol,.
Faute d'engagements clairs, le 24 avril 2013, l'ENAC - Autorité Nationale de l'Aviation Civile italienne suspend la licence d'exploitation de transport aérien de la compagnie aérienne. Le 8 janvier 2014, tous les salariés d'Air Vallée sont licenciés.
Le 3 mars 2014, Michele Costantino, PDG de la compagnie, décède des suites d'un grave accident de la route. La direction de la société est assurée par son père, Mario Costantino.
En mai 2014, Air Vallée reprend ses activités et le 15 juillet 2014, l'ENAC ayant réactivé sa licence d'exploitation de transport aérien. En 2015, les vols réguliers au départ de Rimini, Pescara, Bari, Brindisi, Catane en Italie et de Tirana en Albanie reprennent. Le 8 avril 2016, l'entrepreneur des Abruzzes Gianluca Pellino rachète 99 % des parts de la société.
Le 30 avril 2016, le seul avion en service, un Fokker F50, effectue un atterrissage d'urgence à Aéroport de Catane-Fontanarossa en Sicile, en raison d'une défaillance dans la sortie du train d'atterrissage avant. Selon le rapport intermédiaire de l'ANSV, cette défaillance serait imputable à une procédure de maintenance incorrecte.
Deux nouvelles liaisons étaient prévues pour le début de l'été 2016 au entre les aéroports Aéroport Federico-Fellini de Rimini et Pescara sur la côte adriatique et celui d'Olbia en Sardaigne mais, le 1er juin 2016, Air Vallée annonce, sur son site internet, la suspension des vols jusqu'au 30 novembre en raison de « difficultés techniques ». Dans le même temps, l'ENAC a de nouveau suspendu sa licence d'exploitation. Le 14 septembre 2016, le seul avion de la flotte, un Fokker F50, est rendu à son propriétaire. En décembre, l'ENAC radie Air Vallée de la liste des compagnies aériennes italiennes titulaires d'une licence de transport.
En novembre 2017, Air Vallée ouvre un nouveau site web pour anticiper son retour dans les airs. En mars 2018, la compagnie annonce les aéroports concernés : Catane (Sicile), Olbia (Sardaigne), Pescara, Rimini et Tirana (Albanie). Malheureusement, rien de tout cela n'a eu lieu et, le 11 septembre 2018, la compagnie a été déclarée en faillite par le tribunal de Rimini.

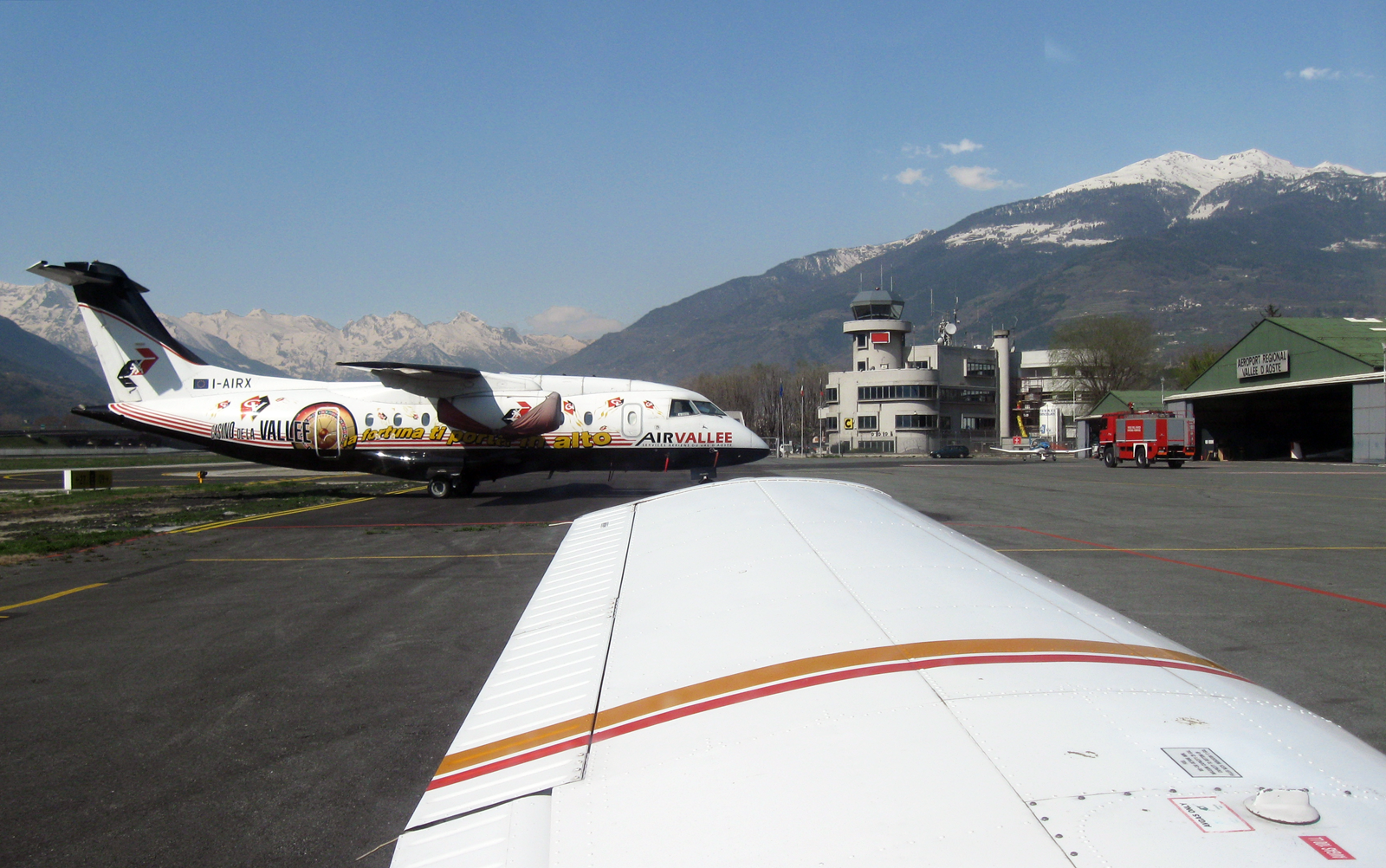
Un Dornier 328-300 à l'aéroport d'Aoste

## Flotte

### Avions
Air Vallée disposait des avions suivants,,, :
| Avions                                | Passagers             | Nombre |
| ------------------------------------- | --------------------- | ------ |
| Airbus A320-200 (en location)         | 120-150               | 2      |
| Fairchild Dornier 328JET              | 31                    | 2      |
| Fokker F50                            | 50                    | 1      |
| McDonnell Douglas MD-83 (en location) | modulable 130-150-180 | 1      |
| Learjet 31                            | 8                     | 1      |

### Hélicoptères
Les hélicoptères Air Vallée étaient gérés par la société Helops - Air Vallée Helicopter Operations & Services SARL.
- Agusta A.119 Koala (7 places)
- Eurocopter SA315 B Lama (4 places)
- Bell 412 EP (13 places)

## Statistiques
Selon les données officielles publiées par l'ENAC, Air Vallée a transporté 24 764 passagers en 2003 (et 31 817 en 2002).